# 토우야 (유유백서)
토우야(凍矢)는 《유유백서》에 등장하는 등장인물으로, 국내명은 한자를 그대로 반영한 동시.

## 소개
마성술사팀의 멤버 중 한명으로 얼음을 사용하는 닌자로 주빙술사. 같은 멤버 가마가 쿠라마의 요기를 봉인시키고 목숨을 잃자 그 다음으로 나타난 상대. 복수는 반드시 갚겠다고 맹세하고 주위를 남극과 같은 공간으로 만들고 얼음 칼을 들고 반격하지만 도리어 쿠라마가 자신의 팔에 심은 식물에 몸이 찔러 패배. 나중에는 겐카이의 밑에서 수행을 받는다.